# IC 4021
IC 4021 је елиптична галаксија у сазвјежђу Береникина коса која се налази на листи објеката дубоког неба у Индекс каталогу.
Деклинација објекта је + 28° 2' 26" а ректасцензија 13h 0m 14,9s. Привидна величина (магнитуда) објекта IC 4021 износи 14,9 а фотографска магнитуда 15,9. Налази се на удаљености од 94,383 милиона парсека од Сунца. IC 4021 је још познат и под ознакама MCG 5-31-80, CGCG 160-246, ARAK 399, DRCG 27-172, PGC 44726.